# Soulaines-sur-Aubance
Soulaines-sur-Aubance est une commune française située dans le département de Maine-et-Loire, en région Pays de la Loire.

## Géographie

### Localisation
Commune angevine du Saumurois,, Soulaines-sur-Aubance se situe au nord-est de Mozé-sur-Louet et à 12 km au sud d'Angers, sur les routes D 120, Mûrs-Érigné / Bellevigne-en-Layon, et D 123, Mozé-sur-Louet / Saint-Melaine-sur-Aubance, et à proximité de l'unité urbaine d'Angers. D'un point de vue administratif, elle de trouve dans la communauté urbaine Angers Loire Métropole.
Le bourg est à peine à quelques kilomètres de l'Aubance, dont le village porte le nom.
Soulaines se situe sur l'unité paysagère des plateaux de l'Aubance.
Le territoire de la commune est limitrophe de ceux de 5 communes :
| Mûrs-Erigné    |                       | Saint-Melaine-sur-Aubance |
|                | Soulaines-sur-Aubance |                           |
| Mozé-sur-Louet | Bellevigne-en-Layon   | Brissac-Loire-Aubance     |

### Climat
Pour des articles plus généraux, voir Climat des Pays de la Loire et Climat de Maine-et-Loire.
En 2010, le climat de la commune est de type climat océanique altéré, selon une étude du CNRS s'appuyant sur une série de données couvrant la période 1971-2000. En 2020, Météo-France publie une typologie des climats de la France métropolitaine dans laquelle la commune est exposée à un climat océanique et est dans la région climatique Moyenne vallée de la Loire, caractérisée par une bonne insolation (1 850 h/an) et un été peu pluvieux.
Pour la période 1971-2000, la température annuelle moyenne est de 12,1 °C, avec une amplitude thermique annuelle de 14,2 °C. Le cumul annuel moyen de précipitations est de 657 mm, avec 10,6 jours de précipitations en janvier et 5,9 jours en juillet. Pour la période 1991-2020, la température moyenne annuelle observée sur la station météorologique de Météo-France la plus proche, « Blaison-Gohier », sur la commune de Blaison-Saint-Sulpice à 12 km à vol d'oiseau, est de 12,8 °C et le cumul annuel moyen de précipitations est de 672,7 mm,. Pour l'avenir, les paramètres climatiques de la commune estimés pour 2050 selon différents scénarios d'émission de gaz à effet de serre sont consultables sur un site dédié publié par Météo-France en novembre 2022.

## Urbanisme

### Typologie
Au 1er janvier 2024, Soulaines-sur-Aubance est catégorisée commune rurale à habitat dispersé, selon la nouvelle grille communale de densité à sept niveaux définie par l'Insee en 2022.
Elle est située hors unité urbaine. Par ailleurs la commune fait partie de l'aire d'attraction d'Angers, dont elle est une commune de la couronne,. Cette aire, qui regroupe 81 communes, est catégorisée dans les aires de 200 000 à moins de 700 000 habitants,.

### Occupation des sols
L'occupation des sols de la commune, telle qu'elle ressort de la base de données européenne d’occupation biophysique des sols Corine Land Cover (CLC), est marquée par l'importance des territoires agricoles (75,2 % en 2018), une proportion sensiblement équivalente à celle de 1990 (76 %). La répartition détaillée en 2018 est la suivante : 
zones agricoles hétérogènes (29,2 %), prairies (24 %), forêts (20,7 %), terres arables (13,4 %), cultures permanentes (8,6 %), zones urbanisées (4,1 %). L'évolution de l’occupation des sols de la commune et de ses infrastructures peut être observée sur les différentes représentations cartographiques du territoire : la carte de Cassini (XVIIIe siècle), la carte d'état-major (1820-1866) et les cartes ou photos aériennes de l'IGN pour la période actuelle (1950 à aujourd'hui).

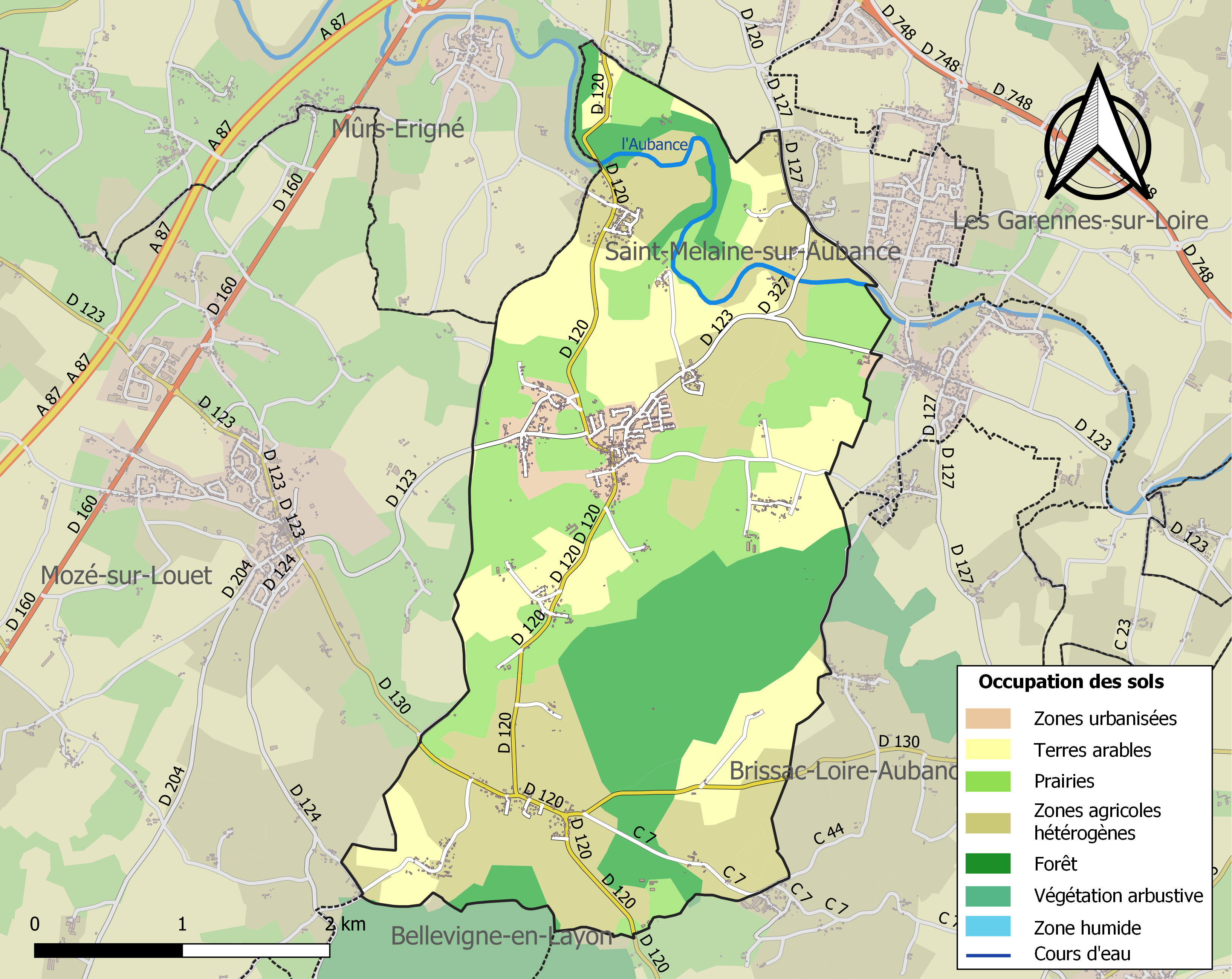
Carte des infrastructures et de l'occupation des sols de la commune en 2018 (CLC).

## Toponymie
Sollempriis en 1130 circa, Rector de Soulennes en 1419.

## Histoire
Les fiefs et seigneuries relèvent au Moyen Âge du château d'Angers. À la fin de l'Ancien Régime, Soulaines dépend de l'archiprêtré de Saumur, de l'élection d'Angers, du district en 1788 de Brissac, en 1790 d'Angers.

## Politique et administration

### Administration municipale
| Période                                  | Période                                       | Identité                                | Étiquette | Qualité                          |
| ---------------------------------------- | --------------------------------------------- | --------------------------------------- | --------- | -------------------------------- |
| 1789                                     | 18 frimaire an II (8 décembre 1793) (fusillé) | Jean-Nicolas Fouquet                    |           | Chirurgien                       |
| 1791                                     |                                               | ... Massonneau                          |           |                                  |
| août 1792                                |                                               | ... Cherbonnier                         |           |                                  |
| an III                                   |                                               | Urbain Charbonier                       |           |                                  |
| 10 messidor an VIII (29 juin 1800)       |                                               | René Brouillet                          |           |                                  |
| 2 janvier 1808                           |                                               | Claude-Marie Perrault de la Bertaudière |           |                                  |
| 25 mai 1821                              |                                               | Jean-Pierre Lebreton                    |           |                                  |
| 23 septembre 1830                        | 25 février 1858 (démission)                   | Louis Marie                             |           | Propriétaire du château de Noizé |
| 8 mai 1858                               |                                               | Jean Lebreton                           |           |                                  |
| août 1866                                |                                               | Louis Guibert                           |           |                                  |
| 1870                                     | 1900                                          | Jean Lebreton                           |           |                                  |
| 1900                                     | 1908                                          | Pierre Gautreau                         |           |                                  |
| 1908                                     | 1919                                          | Eugène Halbert                          |           |                                  |
| 1919                                     | 1er février 1928 (décès)                      | Louis Changion                          |           |                                  |
| 20 mars 1928                             | 1941 (décès)                                  | Auguste Lebreton                        |           |                                  |
| 1945                                     | 1959                                          | Eugène Halbert                          |           |                                  |
| 1959                                     | 1967                                          | Henri Cortequisse                       |           |                                  |
| 11 avril 1967                            | 1972                                          | Armand Lepecq                           |           |                                  |
| 1972                                     | 1983                                          | Marcel Thiou                            |           |                                  |
| mars 1983                                | 1989                                          | Robert Chauvigné                        |           |                                  |
| mars 1989                                | mars 2008                                     | Michel Calmet                           |           |                                  |
| mars 2008                                | mars 2014                                     | Joseph Septans                          |           |                                  |
| mars 2014                                | mai 2020                                      | Michel Colas                            |           |                                  |
| mai 2020                                 | En cours (au 29 mai 2020)                     | Robert Biagi                            |           |                                  |
| Les données manquantes sont à compléter. |                                               |                                         |           |                                  |

### Intercommunalité
La commune est intégrée à la communauté urbaine Angers Loire Métropole, elle-même membre du syndicat mixte Pays Loire-Angers.

## Population et société

### Démographie

#### Évolution démographique
L'évolution du nombre d'habitants est connue à travers les recensements de la population effectués dans la commune depuis 1793. Pour les communes de moins de 10 000 habitants, une enquête de recensement portant sur toute la population est réalisée tous les cinq ans, les populations de référence des années intermédiaires étant quant à elles estimées par interpolation ou extrapolation. Pour la commune, le premier recensement exhaustif entrant dans le cadre du nouveau dispositif a été réalisé en 2006.

En 2022, la commune comptait 1 344 habitants, en évolution de −5,22 % par rapport à 2016 (Maine-et-Loire : +2,12 %, France hors Mayotte : +2,11 %).
| 1793 | 1800 | 1806 | 1821 | 1831 | 1836 | 1841 | 1846 | 1851 |
| ---- | ---- | ---- | ---- | ---- | ---- | ---- | ---- | ---- |
| 720  | 779  | 618  | 746  | 789  | 800  | 791  | 851  | 840  |

| 1856 | 1861 | 1866 | 1872 | 1876 | 1881 | 1886 | 1891 | 1896 |
| ---- | ---- | ---- | ---- | ---- | ---- | ---- | ---- | ---- |
| 762  | 763  | 695  | 657  | 605  | 630  | 620  | 603  | 550  |

| 1901 | 1906 | 1911 | 1921 | 1926 | 1931 | 1936 | 1946 | 1954 |
| ---- | ---- | ---- | ---- | ---- | ---- | ---- | ---- | ---- |
| 519  | 535  | 503  | 434  | 412  | 419  | 423  | 433  | 424  |

| 1962 | 1968 | 1975 | 1982 | 1990  | 1999  | 2006  | 2011  | 2016  |
| ---- | ---- | ---- | ---- | ----- | ----- | ----- | ----- | ----- |
| 390  | 402  | 506  | 694  | 1 032 | 1 189 | 1 193 | 1 144 | 1 418 |

| 2021  | 2022  | - | - | - | - | - | - | - |
| ----- | ----- | - | - | - | - | - | - | - |
| 1 371 | 1 344 | - | - | - | - | - | - | - |

#### Pyramide des âges
La population de la commune est relativement jeune.
En 2018, le taux de personnes d'un âge inférieur à 30 ans s'élève à 36,8 %, soit en dessous de la moyenne départementale (37,2 %). À l'inverse, le taux de personnes d'âge supérieur à 60 ans est de 19,2 % la même année, alors qu'il est de 25,6 % au niveau départemental.
En 2018, la commune compte 717 hommes pour 711 femmes, soit un taux de 50,21 % d'hommes, légèrement supérieur au taux départemental (48,63 %).
Les pyramides des âges de la commune et du département s'établissent comme suit.
| Hommes | Classe d’âge | Femmes |
| ------ | ------------ | ------ |
| 0,4    | 90 ou +      | 0,7    |
| 3,0    | 75-89 ans    | 3,1    |
| 16,2   | 60-74 ans    | 15,0   |
| 22,2   | 45-59 ans    | 23,8   |
| 20,1   | 30-44 ans    | 21,9   |
| 15,3   | 15-29 ans    | 13,5   |
| 22,9   | 0-14 ans     | 21,9   |

| Hommes | Classe d’âge | Femmes |
| ------ | ------------ | ------ |
| 0,9    | 90 ou +      | 2,1    |
| 7      | 75-89 ans    | 9,5    |
| 16,2   | 60-74 ans    | 16,9   |
| 19,4   | 45-59 ans    | 18,7   |
| 18,2   | 30-44 ans    | 17,5   |
| 18,8   | 15-29 ans    | 17,6   |
| 19,5   | 0-14 ans     | 17,6   |

### Vie locale
Soulaines est jumelée avec la ville de Rottmersleben (Allemagne).

## Économie
Sur 72 établissements présents sur la commune à la fin 2010, 24 % relèvent du secteur de l'agriculture (pour une moyenne de 17 % sur le département), 4 % du secteur de l'industrie, 17 % du secteur de la construction, 43 % de celui du commerce et des services et 13 % du secteur de l'administration et de la santé. Fin 2015, sur les 83 établissements actifs, 12 % relèvent du secteur de l'agriculture (pour 11 % sur le département), 1 % du secteur de l'industrie, 19 % du secteur de la construction, 55 % de celui du commerce et des services et 12 % du secteur de l'administration et de la santé.

## Culture locale et patrimoine

### Lieux et monuments
Monuments :
- Les ruines du château de la Morinière ;
- Le château de Noizé ;
- Le château de la Verronnière ;
- Le logis de la Constantinière (ou manoir de la Contentinière, XVIIe).

### Personnalités liées à la commune
- Renée Bordereau dite l'Angevin (1770-1824), née à Soulaines-Sur-Aubance dans le hameau des Baluères.